# Wilhelm Kahl

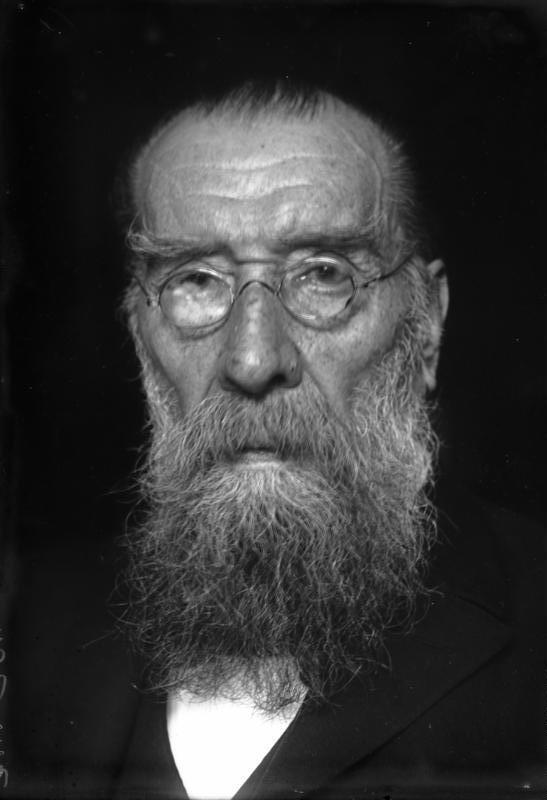
Wilhelm Kahl, 1928

Ernst Petrus Wilhelm Kahl (* 17. Juni 1849 in Kleinheubach; † 14. Mai 1932 in Berlin) war ein deutscher Rechtswissenschaftler und Politiker (DVP).

## Leben und Beruf
Nach dem Abitur auf dem Gymnasium in Schweinfurt 1867 studierte Kahl, der evangelischen Glaubens war, Rechtswissenschaften in Erlangen und München. 1874 wurde er zum Doktor der Rechte promoviert, später folgten noch eine theologische und eine medizinische Promotion. 1879 wurde er als Rechtsprofessor nach Rostock berufen. Schwerpunkte seiner wissenschaftlichen Arbeit waren das Strafrecht und das Kirchenrecht.
Über Erlangen (1883) und Bonn (1888) kam er 1895 als Professor an die Friedrich-Wilhelms-Universität (heutige Humboldt-Universität) in Berlin, wo er bis zu seiner Emeritierung 1921 lehrte. Im akademischen Jahr 1908/09 war er Rektor der Universität. Von 1891 bis 1915 war er Mitglied der altpreußischen Generalsynode, wo er die evangelische Vereinigung leitete. In einem Alternativentwurf zum Strafgesetzbuch mit anderen Strafrechtsprofessoren forderte er die Straflosigkeit der „einfachen Homosexualität“, also von einvernehmlichen homosexuellen Handlungen unter volljährigen Männern. Im Ersten Weltkrieg war er Delegierter der freiwilligen Krankenpflege.
Kahl war Präsident des 33. (1924 in Heidelberg), 34. (1926 in Köln) und 35. (1928 in Salzburg) Deutschen Juristentages. Er gehörte außerdem der Arbeitsgemeinschaft für Volksgesundung an, in der er sich (im Gegensatz zu vielen Medizinern) gegen eine Zwangssterilisierung von „erbkranken Verbrechern“ aussprach. Aber auch Versuchen am Menschen stand er skeptisch (wenn auch nicht gänzlich ablehnend) gegenüber. So argumentierte er im Strafrechtsausschuss zum § 263 StGB, der die Strafbarkeit ärztlicher Eingriffe unter bestimmten Voraussetzungen ausschloss: „Der Kranke darf nicht zum Probierobjekt für gleichgültige, belanglose und unüberlegte Versuche herabsinken.“
Nach ihm ist seit 1929 die Kahlstraße in Berlin-Wilmersdorf benannt. Im selben Jahr wurde ihm an seinem 80. Geburtstag der Adlerschild des Deutschen Reiches, die höchste Auszeichnung der Weimarer Republik verliehen.

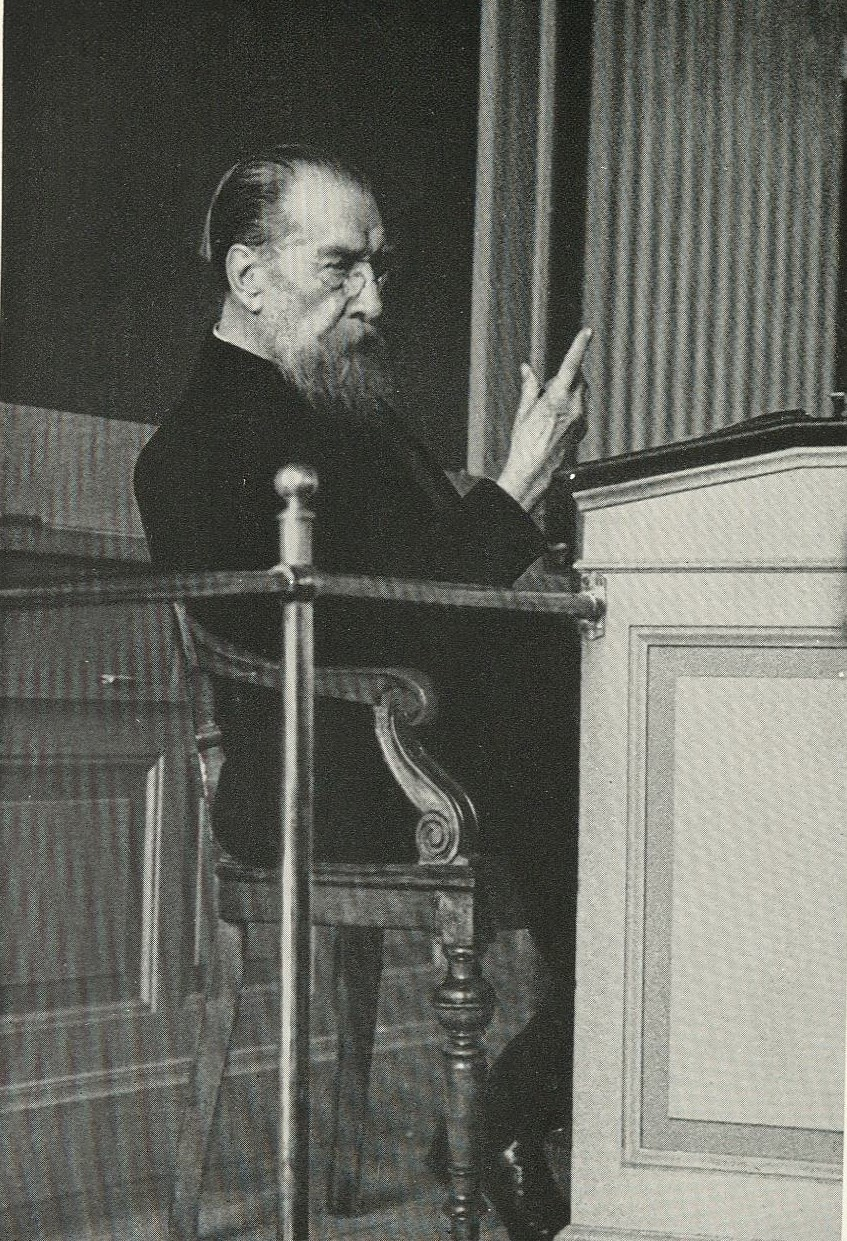
Erich Salomon: Wilhelm Kahl, 1930

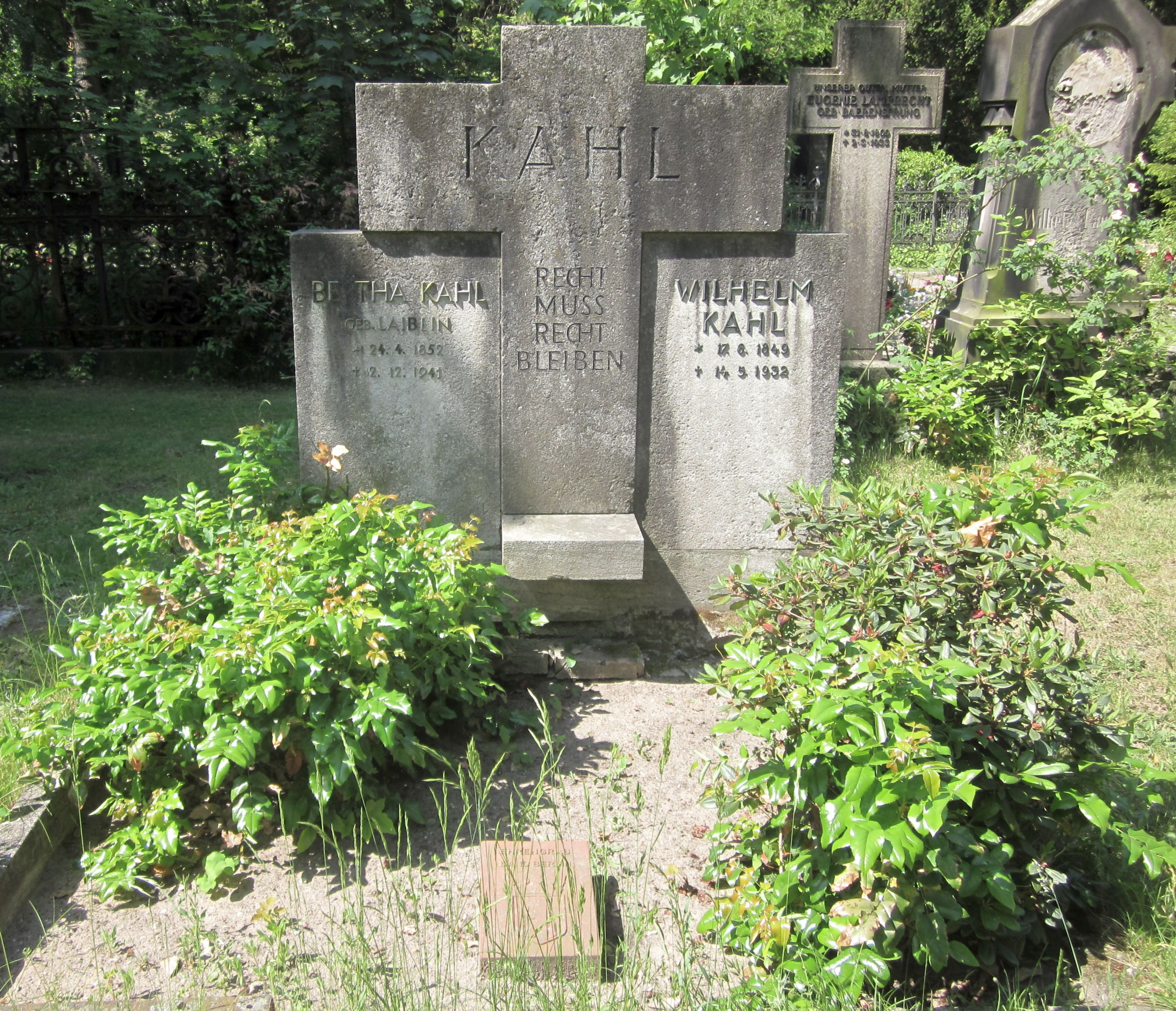
Das Grab von Wilhelm Kahl in Berlin-Kreuzberg

Wilhelm Kahl starb 1932 im Alter von 82 Jahren in Berlin. Sein Grab befindet sich auf dem Friedhof I der Gemeinde Jerusalems- und Neue Kirche in Berlin-Kreuzberg. Er ruht dort an der Seite seiner Frau Bertha geb. Laiblin (1852–1941). Das Grab von Wilhelm Kahl war von 1956 bis 2014 als Berliner Ehrengrab gewidmet.

## Politisches Engagement
Wilhelm Kahl war seit 1874 Mitglied der Nationalliberalen Partei. 1918 beteiligte er sich an der Gründung der Deutschen Volkspartei, deren Ehrenvorsitzender er wurde.
Kahl gehörte 1919/20 der Weimarer Nationalversammlung an. Er war dort u. a. Vorsitzender des Strafrechtsausschusses. Anschließend war er bis zu seinem Tode Reichstagsabgeordneter. Als die Nationalversammlung am 12. Mai 1919 erstmals in Berlin, in der Neuen Aula der Universität, tagte, hielt Kahl in seiner Doppeleigenschaft als Abgeordneter und als Professor der Berliner Universität die Begrüßungsansprache.

## Veröffentlichungen
- Die Selbständigkeitsstellung der protestantischen Kirche in Bayern gegenüber dem Staate. Deichert, Erlangen 1874.
- Die Lehre vom Primat des Willens bei Augustinus, Duns Scotus und Descartes. phil. Diss., Straßburg 1886.
- (mit Richard Wilhelm Dove) Lehrbuch des katholischen und evangelischen Kirchenrechts. Tauchnitz, Leipzig 1886.
- Kirchenordnung für die evangelischen Gemeinden der Provinz Westfalen und der Rheinprovinz vom 5.3.1835. Marcus, Bonn 1891.
- Lehrsystem des Kirchenrechts und der Kirchenpolitik. Mohr, Tübingen 1894.
- Die Konfession der Kinder aus gemischter Ehe. Zu den Vorschlägen über die Kodifikation des deutschen bürgerlichen Rechts. Mohr, Freiburg im Breisgau 1895.
- Aphorismen zur Trennung von Staat und Kirche Rede zum Antritt des Rektorates der Königlichen Friedrich-Wilhelms-Universität in Berlin gehalten in der Aula am 15. Oktober 1908. Gustav-Schade-Verlag, Berlin 1908.
- Zum Rechtsinhalt des Konkordienbuches. In: Festgabe der Berliner juristischen Fakultät für Otto Gierke zum Doktorjubiläum am 21. August 1910. Marcus, Breslau 1910.
- Zur Geschichte der Schulaufsicht. Teubner, Leipzig 1913.
- Vom Recht zum Kriege und vom Siegespreis. Heymanns Verlag, Berlin 1914.
- Staat und Kirche. In: Handbuch der Politik, Berlin und Leipzig 1914
- An die Deutschen im Reiche! Paß & Garleb, Berlin 1915.
- Dreibund – Treubund. Deutsche Antwort auf Italiens Verrat. Heymanns Verlag, Berlin 1915.
- Pessimismus und Optimismus im Kriege. Heymanns Verlag, Berlin 1915.
- Die deutsche Kirche im deutschen Staat. Weidmann, Berlin 1919.
- Gegen Schmach und Knechtung! Rede des Abgeordneten Kahl in der Deutschen Nationalversammlung am 22. Juni 1919. Berlin 1919.
- mit Friedrich Meinecke und Gustav Radbruch: Die deutschen Universitäten und der heutige Staat. Mohr, Tübingen 1926.
- mit Reinhold Seeberg und Martin Faßbender: Der Weg zur Volksgesundung. Reichstagskundgebung der Arbeitsgemeinschaft für Volksgesundung am 2. Mai 1926, Arbeitsgemeinschaft für Volksgesundung, Berlin 1926.
- Über das Verhältnis von Staat und Kirche in Vergangenheit und Gegenwart. In: Bernhard Harms (Hrsg.): Recht und Staat im neueren Deutschland. Band I, Hobbing, Berlin 1929, S. 353–389.